# 周震荣
周震荣（?—?），字青在，号筤谷，嘉善人。
乾隆十七年（1752年）壬申举人，授官青阳、合肥、永清知县，官至直隶永定河南岸同知。著有《筤谷诗稿》。清代仁和县人趙佑有“书《书永清张乞人事》后”一文，讲的即是周震荣，收入《续古文观止》。